# Mycale tunicata
Mycale (Aegogropila) tunicata  (лат.) — вид губок рода Mycale семейства Mycalidae. Был впервые описан в 1862 году зоологом О. Шмидтом.

## Распространение
Встречается в Эгейском, Адриатическом и Средиземном морях, а также у берегов Монако, Португалии, Ирландии.

## Описание
Тело ветвящееся, жёлтого цвета.
Спикулы толстые, размером 435×9 мкм, размещены веерообразно. Анизохелы крупные, размером около 50 мкм.
Сигмы[прояснить] отсутствуют, хотя могут присутствовать у некоторых экземпляров как чужеродные.